# Kara-Kirgiz autonóm terület
A Kara-Kirgiz autonóm terület a Szovjetunió, azon belül az Oroszországi Szovjet Szövetségi Szocialista Köztársaság egyik autonóm területe volt 1924. október 14. és 1926. február 1. között. 
A közigazgatási központja Biskek volt.

## Története
1924-re véglegesítették szovjet Közép-Ázsia felosztását az ott élő nemzetiségek lakhelyeinek szerint. Ennek eredményeként 1924. október 14-én a Szemirestye terület déli, illetve a Fergana terület északkeleti részeiből (a korábbi Turkesztáni ASZSZK részeiből) megalakult a Kara-Kirgiz autonóm terület.
Ezután a területhez tartozott Karakol, Narin, Piszpekszkij és Osh tartományok (teljesen), a Fergana, Andijan és Namangan tartományk 5 járása, a Ferghana tartomány Kokandi kerületének 2 járása, valamint 14 falu a Szir-darjai területből.
1925. május 25-én a Kara-Kirgiz autonóm területet átnevezték Kirgiz autonóm területté. A bonyolultnak nevezhető elnevezése onnan ered, hogy akkoriban a kazahokat és a kirgizeket is az utóbbi néven hívták. A Turkesztáni ASZSZK megszűnésekor már létezett egy Kirgiz ASZSZK, ezért a döntéshozók a kirgizek sötétebb bőrszíne miatt a kara (fekete) nevet javasolták az új autonóm terüket létrehozásakor, amit a központi kormány is elfogadott. Az autonóm terület 1926. február 1-jén átalakult Kirgiz Autonóm Szovjet Szocialista Köztársasággá.

## Fordítás
Ez a szócikk részben vagy egészben  a(z)   Кара-Киргизская автономная область című orosz Wikipédia-szócikk ezen változatának fordításán alapul.  Az eredeti cikk szerkesztőit annak laptörténete sorolja fel. Ez a jelzés csupán a megfogalmazás eredetét és a szerzői jogokat jelzi, nem szolgál a cikkben szereplő információk forrásmegjelöléseként.